# 贝尔蒙特堡
贝尔蒙特堡（義大利語：Belmonte Castello）是意大利拉齐奥大区弗罗西诺内省的一个市镇。总面积14.24平方公里，人口792人，人口密度55.6人/平方公里（2009年）。ISTAT代码为060013。